# Rioolalligators

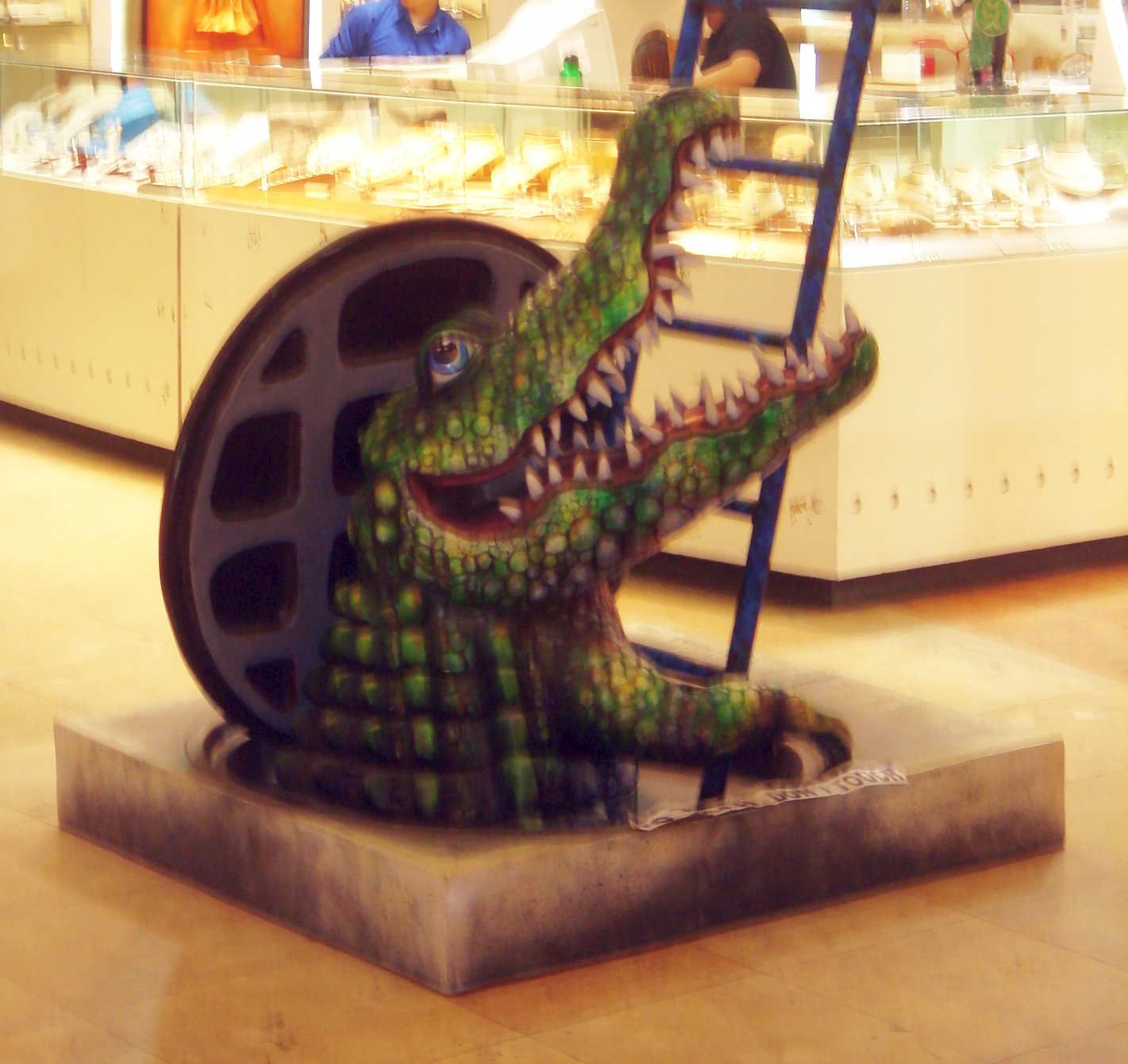
Een beeld van een alligator die uit een rioolbuis kruipt

De rioolalligators is een broodjeaapverhaal over mensenetende alligators in het riool dat waarschijnlijk in de jaren twintig van de twintigste eeuw in de Verenigde Staten is ontstaan.

## De legende
Begin twintigste eeuw, toen het toerisme in Florida op gang kwam, deden verhalen de ronde dat men daar als souvenir een kleine baby-alligator kon kopen. Deze werden meegenomen naar het noorden van het land maar wanneer de dieren groter werden, zagen de eigenaars in dat ze er niet langer voor konden zorgen en spoelden de dieren door het toilet. Aangekomen in het riool vonden deze alligators allerlei voedselresten waarmee ze konden overleven en groter groeien. Na verloop van tijd raakten in de stad New York steeds vaker rioolwerkers vermist. De autoriteiten gingen op onderzoek uit en deden de schokkende ontdekking dat er volwassen alligators in het donker leefden.

## Herkomst
Het verhaal is gebaseerd op een aantal kleine alligators die in de jaren dertig inderdaad in het riool van New York werden gevonden en het gegeven dat een aantal van deze dieren als illegaal huisdier werden gehouden. De alligators in het riool waren echter klein en niet levensbedreigend voor mensen. Het is voor deze dieren niet mogelijk om langere tijd in een riool te overleven, laat staan groot te groeien.
Overigens is het in Florida wel degelijk voorgekomen dat volwassen alligators na een stormvloed in het riool werden aangetroffen. In 1984 is in Parijs een nijlkrokodil gevangen in het riool die daarna in een dierentuin in Vannes is ondergebracht.

## In fictie
In 1980 kwam de film Alligator uit, over een gemuteerde alligator in het riool. In 1991 kwam het vervolg Alligator II: The Mutation uit. In een kinderboek, The Great Escape: Or, The Sewer Story, uit 1973 weten de alligators terug naar Florida te ontsnappen door zich te verkleden als mensen om zo het vliegtuig te kunnen pakken.